# Saison 4 de Being Human
Chronologie
Saison 3
La quatrième et dernière saison de la série télévisée américano-canadienne Being Human a été diffusée du 13 janvier 2014 au 7 avril 2014 aux États-Unis et au Canada.

## Acteurs principaux
- Sam Witwer (VF : Thomas Roditi) : Ian Daniel « Aidan » Waite, le vampire
- Meaghan Rath (VF : Céline Mauge) : Sally Malik, le fantôme
- Sam Huntington (VF : Damien Witecka) : Joshua « Josh » Levison, le loup-garou
- Kristen Hager (VF : Sybille Tureau) : Nora Sergent, collègue et petite amie de Josh et louve-garou

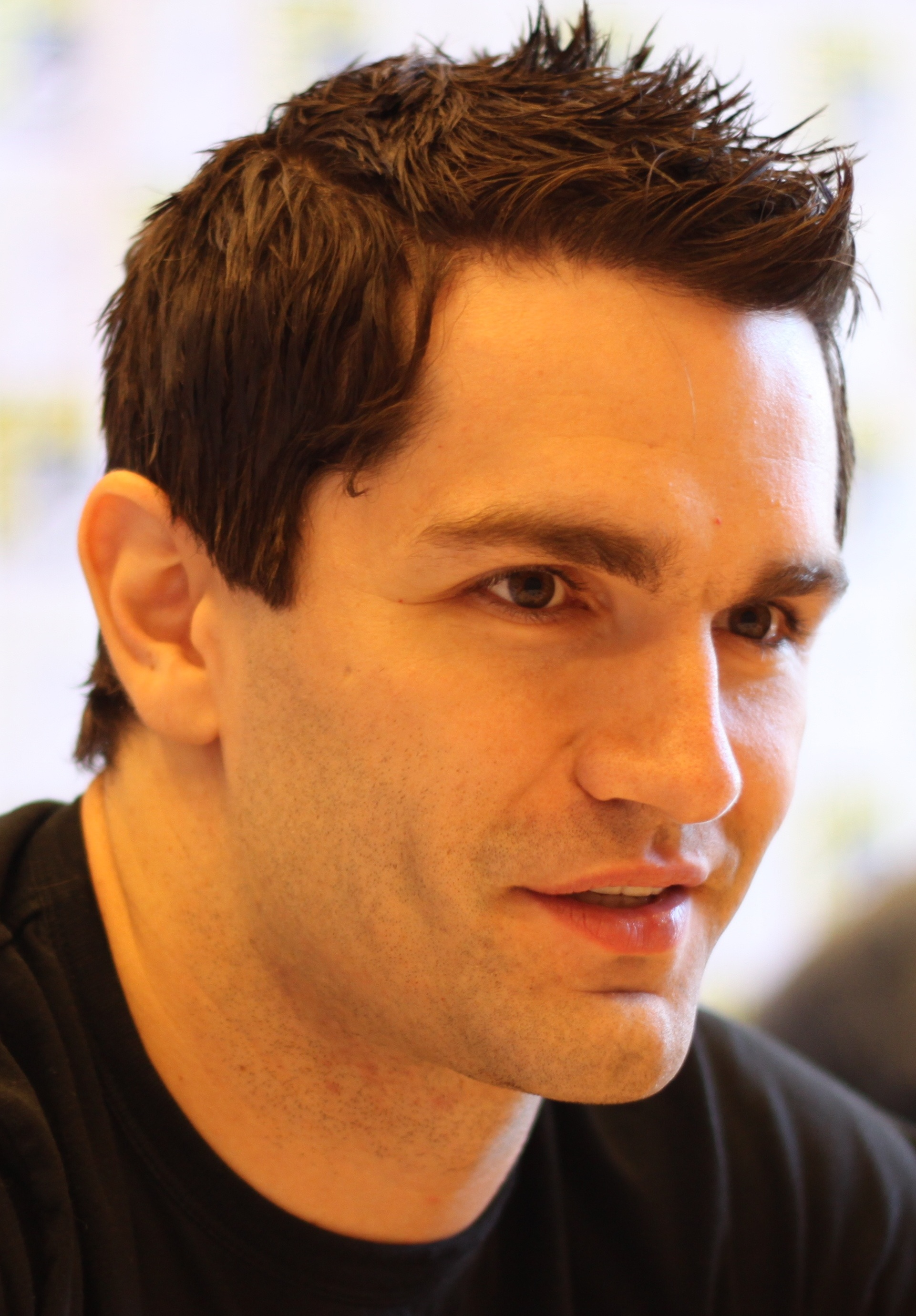
Sam Witwer interprète Ian Daniel « Aidan » Waite.
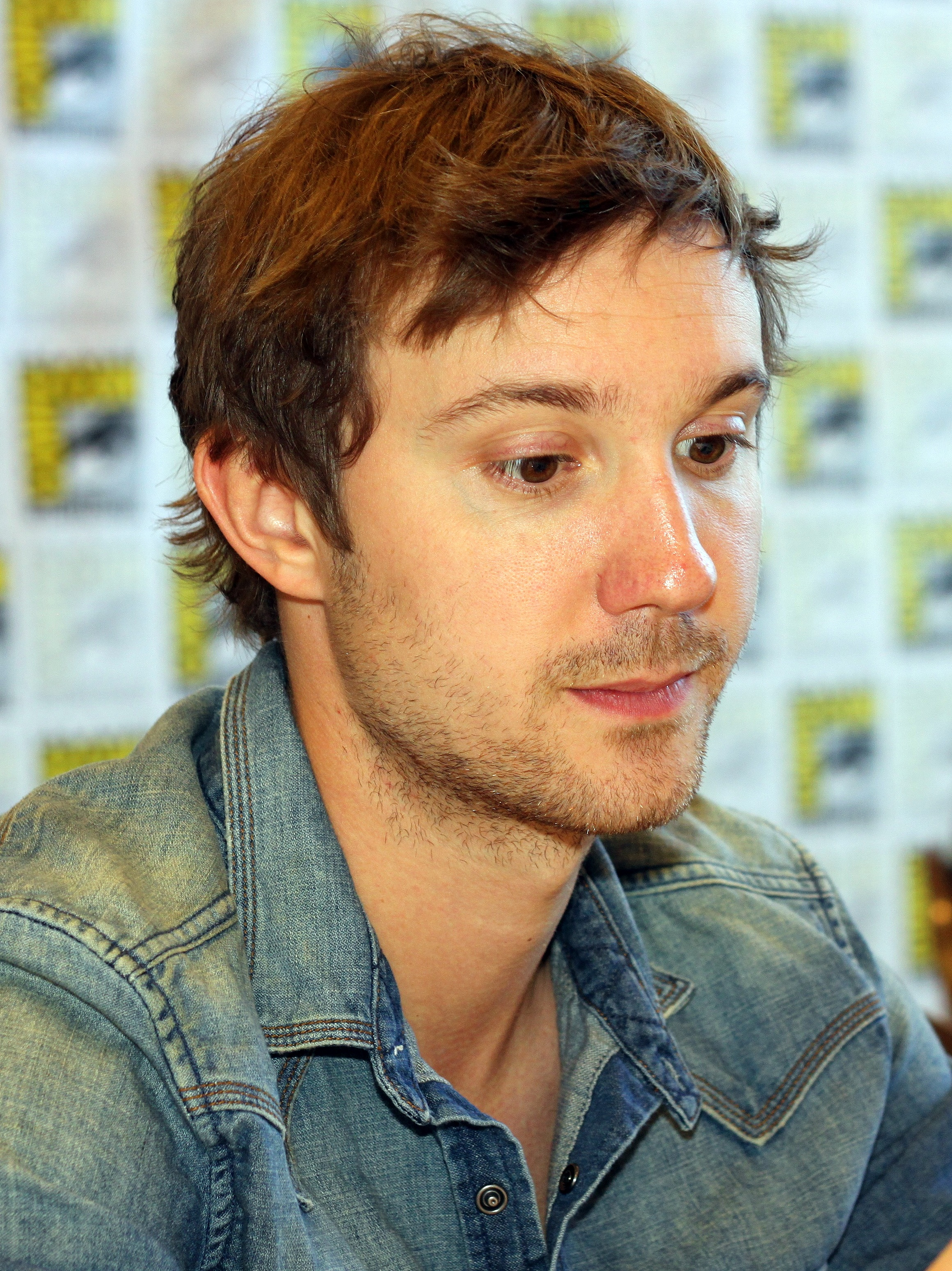
Sam Huntington interprète Joshua « Josh » Levison.
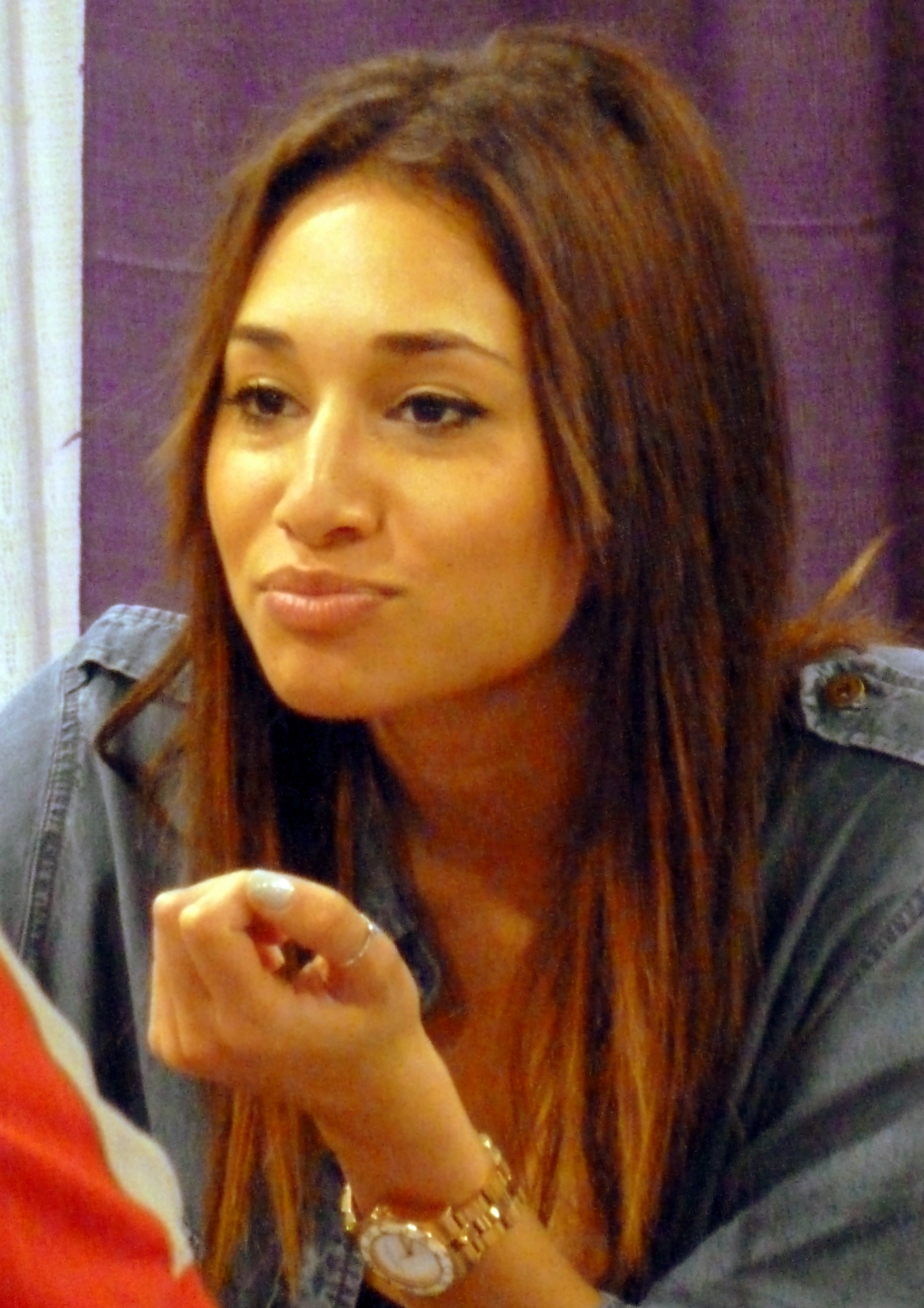
Meaghan Rath interprète Sally Malik.

## Acteurs récurrents
- Connor Price (VF : Gauthier Battoue) : Kenny, vampire, transformé par Aidan (8 épisodes)
- Katharine Isabelle (VF : Ana Pievic) : Susanna Waite, vampire, épouse d'Aidan (7 épisodes)
- Deanna Russo (VF : Jade Phan-Gia) : Kat Neely (6 épisodes)
- Tim Rozon : Andrew, loup garou, mari de Caroline (6 épisodes)
- James A. Woods (en) : Mark, leader d'une meute de loup (5 épisodes)
- Mylène Dinh-Robic : Caroline, loup garou enceinte (5 épisodes)
- Gianpaolo Venuta (en) (VF : Alexandre Gillet) : Danny Burge, ex-fiancé de Sally (4 épisodes)
- Amy Aquino (VF : Françoise Vallon) : Donna Gilchrist, sorcière (4 épisodes)
- Janine Theriault (en) (VF : Marie-Laure Dougnac) : Blake (2 épisodes)
- Alison Louder (VF : Aurélia Bruno) : Emily Levison, sœur de Josh (2 épisodes)
- Kyle Schmid (VF : Jean-François Cros) : Henry (2 épisodes)
- Andreas Apergis (VF : Philippe Vincent) : Ray, loup garou qui a transformé Josh (2 épisodes)
- Susanna Fournier (VF : Marine Boiron) : Zoe, petite amie de Nick (1 épisode)
- Ellen David (VF : Marie Vincent) : Alannah Myers (1 épisode)
- Angela Galuppo (en) (VF : Olivia Luccioni) : Bridget (1 épisode)
- Natalie Brown (VF : Hélène Bizot) : Julia, ex femme amie de Josh (1 épisode)

## Épisodes
Le 10 avril 2013, la série a été renouvelée pour une quatrième et dernière saison de treize épisodes diffusée depuis le 13 janvier 2014 aux États-Unis et au Canada.
1. Nouvelle donne (Old Dogs, New Tricks)
2. Quand la Lune décroît (That Time of the Month)
3. Trois appels (Lil' Smokie)
4. Une étrange gamine (Panic Womb)
5. Entrer dans la meute (Pack It Up, Pack It In)
6. La Trahison de Josh (Cheater of the Pack)
7. Humour noir (Gallows Humor)
8. Une nouvelle chance (Rewind, Rewind...)
9. La Mort du roi (Too Far, Fast Forward!)
10. La Vengeance de Suzanna (Oh Don't You Die For Me)
11. Ramona, la peste (Ramona the Pest)
12. Le Diable de la maison (House Hunting)
13. Le Sacrifice de Sally (There Goes the Neighborhood (Part 3))